# If I Fell
If I Fell (Lennon/McCartney) är en låt av The Beatles från 1964. Låten spelas i filmen Across the Universe.

## Låten och inspelningen
Många har trott att denna romantiska låt är skriven av Paul McCartney då den faktiskt är författad av John Lennon, som ibland försökte skapa något mer känslosamma låtar även under gruppens tidiga period. Man satte den efter 15 tagningar under eftermiddagen 27 februari 1964. Låten kom med på A Hard Day's Night som släpptes i USA 26 juni 1964 och i Storbritannien 10 juli 1964. I USA kom den småningom även att bli b-sida på den amerikanska singeln And I Love Her. 